# Ljubljanai főegyházmegye
Az egykor Laibachi, most Ljubljanai főegyházmegye (latinul: Archidioecesis Labacensis, szlovénül: Nadškofija Ljubljana) a szlovéniai római katolikus egyház ljubljanai (németül: Laibach) székhelyű metropolita főegyházmegyéje. Két szuffrahán egyházmegyéje van, a Koperi és a Novo mestó-i egyházmegye.

## Története
A Laibachi egyházmegyét III. Frigyes német-római császár javaslatára alapították meg. II. Piusz pápa állította fel 1461. december 6-án. Zigmund Lamberget nevezték ki első püspöknek. Az Osztrák–Magyar Monarchia 1918-as összeomlása után a Ljubljanai egyházmegye nevet kapta. XXIII. János pápa föegyházmegyei rangra emelte 1961. december 22-én. A Trieszti egyházmegye újjáalakításával Kopert ljubljanai suffragan egyházmegyeként VI. Pál pápa hozta létre . 1968. november 22-én létrehozta az egyházi tartományt, Ljubljana azóta is metropolita székhely. XVI. Benedek pápa 2006-ban újjászervezte a szlovén egyházat. A Novo mestó-i egyházmegye Ljubljana területéből jött létre, amely továbbra is Ljubljana egyházi tartományhoz tartozik.

## Ljubljanai hercegpüspökök (latinul:Labacensis)
- Zigmund Lamberg (1463–1488)
- Christopher Rauber (1494–1536)
- Franz Kazianer (1536-1543)
- Urban Textor (1543–1558)
- Peter von Seebach (1558-1568)
- Konrad Adam Glušič (1571–1578)
- Baltazar Radlic (1579)
- Joannes Tautscher (Janez Tavčar) (1580–1597)
- Thomas Chrön (Tomaž Hren) (1597–1630)
- Rinaldo Scarlichi (1630–1640)
- Otto Friedrich Puchheim urai (1641–1664)
- József Rabatta (1664–1683)
- Sigismund Christoph von Herberstein (1683–1701)
- Franz Ferdinand von Kuenburg (1701–1711) (egyben prágai érsek)
- Franz Karl von Kaunitz (1711–1717)
- Leslie Vilmos (1718–1727)
- Leopold Anton von Firmian (röviden 1727 ?)
- Siegmund Felix von Schrattenbach (1728–1742)
- Ernst Gottlieb von Attems (1742–1757)
- Leopold Joseph von Petazzi (1760–1772)
- Johann Karl von Herberstein (1772–1787)
- Brigido Mihály (1787–1806) (egyben szepesi püspök)
- Anton Kautschitz (Kavčič) (1807. július 15-től 1814. március 17-ig)
- Augustin Johann Joseph Gruber (1815. június 26. – 1823. február 16.) (szintén salzburgi érsek)
- Anton Alois Wolf (1824-1859)
- Bartholomäus Widmer (Jernej Vidmar) (1860–1875)
- Johann Chrysostom Pogacar (Janez Zlatoust Pogačar) (1875–1884)
- Jakob Missia (1884. november 10. – 1898. március 24.) (egyben Görz érseke)

### Ljubljanai püspökök
- Anton Bonaventura Jeglič (1898. március 24. – 1930. május 17.)
- Gregory Rožman (1930. május 17-től 1959. november 16-ig)
- Anton Vovk (1959–1963)

### Ljubljanai érsekek
- Jožef Pogačnik (1964. március 2-tól 1980-ig)
- Alojzij Šuštar (1980. február 23-tól 1997. március 5-ig)
- Franc Rodé C.M. (1997. március 5. – 2004. február 11.)
- Alojz Uran (2004. október 25-től 2009. november 28-ig)
- Anton Stres C.M. (2009. november 28-tól 2013. július 31-ig)
- Stanislav Zore O.F.M. (2014. október 4. óta)

### Segédpüspökök
- Michael Chumer (Chumberg) O.F.M. (1639–1651)
- Johann Karl von Herberstein, koadjutor püspök (1769–1772)
- Franc Jožef Mikolič  (1789–1793)
- Franz von Raigesfeld SJ (1795–1800)
- Johannes Antonius Ricci (1801–1818)
- Gregory Rožman koadjutor püspök (1929–1930)
- Anton Vovk, majd érsek (1946–1959)
- Jožef Pogačnik, majd érsek (1963–1964)
- Stanislav Lenič, nyugalmazott (1967–1988)
- Jožef Kvas, nyugalmazott (1983–1999)
- Alojz Uran, majd érsek (1993–2004)
- Andrej Glavan, majd Novo mesto püspöke (2000–2006)
- Anton Jamnik (2005–)
- Franc Suštar (2015–)

## Fordítás
- Ez a szócikk részben vagy egészben  a   Bistum Ljubljana című német Wikipédia-szócikk fordításán alapul.  Az eredeti cikk szerkesztőit annak laptörténete sorolja fel. Ez a jelzés csupán a megfogalmazás eredetét és a szerzői jogokat jelzi, nem szolgál a cikkben szereplő információk forrásmegjelöléseként.
- Ez a szócikk részben vagy egészben  a   Liste der Bischöfe von Ljubljana című német Wikipédia-szócikk ezen változatának fordításán alapul.  Az eredeti cikk szerkesztőit annak laptörténete sorolja fel. Ez a jelzés csupán a megfogalmazás eredetét és a szerzői jogokat jelzi, nem szolgál a cikkben szereplő információk forrásmegjelöléseként.

## Szomszédos egyházmegyék
- Koperi egyházmegye
- Udinei főegyházmegye
- Gurki egyházmegye
- Celjei egyházmegye
- Novo mestó-i egyházmegye
- Fiumei főegyházmegye| - m - v - sz Szlovéniai katolikus egyházmegyék                                                     | - m - v - sz Szlovéniai katolikus egyházmegyék                             |
| -------------------------------------------------------------------------------------------------- | -------------------------------------------------------------------------- |
| Ljubljanai érseki tartomány                                                                        | - Ljubljanai főegyházmegye - Koperi egyházmegye - Novo mestó-i egyházmegye |
| Maribori érseki tartomány                                                                          | - Maribori főegyházmegye - Celjei egyházmegye - Muraszombati egyházmegye   |
| Érseki tartományba be nem sorolt egyházmegyei szintű egyházkormányzati egységek: Kőrösi eparchátus |                                                                            || Nemzetközi katalógusok | - VIAF: 156102200 - LCCN: n96005461 - ISNI: 0000 0004 0505 3582 - NKCS: ko2013795013 |